# マイネルミラノ
マイネルミラノ（英:Meiner Milano、2010年6月8日 - ）は、日本の競走馬、乗馬、当て馬。
3歳までは未勝利戦の1勝にとどまっていたが、古馬となった4歳で6回出走し、1着4回、2着2回の成績を残してオープンに昇格。その後29回重賞に出走。重賞11回目に丹内祐次の騎乗で臨んだ2016年の函館記念（GIII）、ハナを奪ってそのまま逃げ切り優勝した。重賞1勝の他、福島民報杯、巴賞とオープン競走を2勝など、通算8勝を記録した。
馬名の由来は、冠名と、スペイン語で「鳶」。

## 経歴

### 2012年 - 2013年（2歳 - 3歳）

#### 新馬 - 未勝利
2012年8月5日、新潟競馬場の新馬戦（芝1800m）で柴田大知とともにデビューし8着。その後2歳未勝利戦に4回出走するものの、勝利することができなかった。
年が明けた2013年、3歳未勝利戦に参戦して3戦目、4月14日の中山競馬場の未勝利戦（芝1600m）に単勝オッズ3.0倍の1番人気の支持のもと出走、後方に半馬身つけた1着。通算7戦目にして初勝利を挙げた。

#### 500万下
5月4日、東京競馬場の500万下から4レース連続で、距離がマイルの条件のレースに出走したがいずれも振るわなかった。11月24日には芝の2400m、12月14日には格上挑戦で1000万下のマイル戦に出走したが、同様に振るわず、凡走を続けた。

### 2014年（4歳）
2月17日に始動し9番人気で出走し、1着とタイム差なしの2着。そして3月9日、中山競馬場で1着となり500万下から1000万下に昇級した。
4月20日、鹿野山特別（1000万下）にて単勝オッズ2.1倍の1番人気で出走、スタートからハナを奪って先頭に立ち、後方に0.9秒離して1着。2連勝となった。
6月1日、3連勝を狙って東京競馬場のむらさき賞（1600万下）に出走するが、0.1秒離された2着。再び降級して7月12日、福島競馬場の松島特別（1000万下）に、単勝オッズ1.6倍の1番人気の中、出走となった。後方に1馬身2分の1離して1着となり、通算4勝目となった。
間が空いて、冬になり12月14日、中山競馬場の美浦ステークス（1600万下）に同年2月から継続して騎乗してきた柴田大知から戸崎圭太に乗り替わり、単勝オッズ2.0倍の1番人気で出走。レース序盤から先頭に立ち、最終コーナーまで先頭を保ち続け、直線で後続の追撃を封じ、後方には1馬身4分の1離して勝利、2連勝及びオープンクラスへ昇級することとなった。なおこの勝利は管理する相沢郁調教師のJRA通算300勝目となった。

### 2015年（5歳）
1月4日、中山金杯（GIII）で始動、3連勝をかけての出走で、単勝2番人気に推されたが、15着に沈んだ。その後4戦し、3月14日の中日新聞杯（GIII）で3着となるのが最高着順で勝利できなかった。
7月5日、函館競馬場の巴賞（OP）に出走した。単勝2番人気に推され1枠1番から発走、内側からハナを奪いそのまま逃げて最後の直線に進入した。後方も脚を伸ばしたが、差が縮まらず逃げ切って勝利。最終的に後方に2馬身2分の1差をつけた。騎乗した丹内は「ハナに行けると強いですね。ペースを落とさないように気をつけて乗りました」と回顧している。
続けて函館に滞在し函館記念（GIII）に臨んだが、8着に終わった。
9月6日、新潟記念（GIII）に参戦。単勝オッズ16.2倍の9番人気と人気を直近よりも落として出走。スタートから先手を奪ったが、第3コーナーの手前でハナをアーデントに譲り2番手に控えた。しかし、最後の直線に進入したところで先頭を奪い返し、後続と差を広げた。そのまま押し切りを図ったが外から追い上げてきたパッションダンスにアタマ差差し切られて2着となった。その後オールカマー（GII）、福島記念（GIII）、チャレンジカップ（GIII）と出走した。福島記念で5着になったものの、オールカマーやチャレンジカップでは、着順掲示板に乗ることはできなかった。

### 2016年（6歳）
4月の福島民報杯（OP）で始動。2016年の4戦目となる7月17日の函館記念（GIII）に出走。単勝7.4倍の3番人気の支持を受けた。スタートからハナを奪い先頭で逃げると、最終コーナーまで先頭を保持して直線に進入。馬場の内側からケイティープライドが脚を伸ばしてきたが2馬身離し、逃げ切って優勝、重賞初勝利となった。騎乗した丹内は、故郷の函館競馬場で重賞初勝利し、「（最終）4コーナーでも余力十分でこれなら勝てると思いました。中学生の時から、この地元函館で重賞を勝つのが夢でした。ファンの応援は嬉しかったです。勝ったらウイニングランをしようと決めていました。最高の気分でした」と振り返っている。
9月4日、新潟記念（GIII）に単勝5番人気で出走したが、8着に終わった。

### 2017年 - 2019年（7歳 - 9歳）
2月26日、中山記念（GII）から始動し9着。その後、4月16日の福島民報杯（OP）にトップハンデの負担重量57.5キログラムを課せられて、単勝オッズ13.2倍の7番人気で出走。レースでは2番手でレースを進め、最終コーナーで先頭に抜け出すと、5番手で先行したフェルメッツァや後方から追い込んだサンデーウィザードを封じて勝利。
その後、2017年6月のエプソムカップ（GIII）から、2019年1月のアメリカジョッキークラブカップ（GII）まで、重賞に15戦出走した。2018年のアメリカジョッキークラブカップで勝利したダンビュライトから0.4秒離された3着に入った以外は、下位に沈んだ。
2019年1月20日のアメリカジョッキークラブカップで9着となったのを最後に、「レースで以前の行きっぷりが見られず、9歳という年齢からも変わり身を期待することがは難しい状況」であると陣営が判断し、1月23日に競走馬登録を抹消、引退することとなった。

## 引退後
ビッグレッドファームにて、繁殖シーズンには当て馬として、それ以外の時期は新人スタッフの研修用の乗馬を務めている。

## 競走成績
以下の内容は、netkeiba.comの情報に基づく。
| 競走日     | 競馬場 | 競走名           | 格       | 距離（馬場）  | 頭 数 | 枠 番 | 馬 番 | オッズ （人気） | 着順 | タイム （上り3F） | 着差 | 騎手            | 斤量 [kg] | 1着馬（2着馬）         | 馬体重 [kg] |
| ---------- | ------ | ---------------- | -------- | ------------- | ----- | ----- | ----- | --------------- | ---- | ----------------- | ---- | --------------- | --------- | ---------------------- | ----------- |
| 2012.08.05 | 新潟   | 2歳新馬          |          | 芝1800m（良） | 10    | 7     | 7     | 056.20（8人）   | 08着 | R1:50.9（34.5）   | -0.9 | 0柴田大知       | 54        | ローザズカレッジ       | 450         |
| 0000.09.01 | 新潟   | 2歳未勝利        |          | 芝1600m（良） | 18    | 7     | 15    | 078.3（13人）   | 03着 | R1:34.7（34.2）   | -0.7 | 0大野拓弥       | 54        | モオプナツヨシ         | 452         |
| 0000.11.10 | 東京   | 2歳未勝利        |          | 芝2000m（良） | 18    | 4     | 7     | 007.70（5人）   | 10着 | R2:02.7（35.7）   | -1.0 | 0R.ムーア       | 55        | マイネルマエストロ     | 452         |
| 0000.12.02 | 中山   | 2歳未勝利        |          | 芝2000m（良） | 17    | 3     | 6     | 008.60（2人）   | 07着 | R2:05.5（35.4）   | -0.9 | 0大野拓弥       | 55        | モンテエベレスト       | 462         |
| 2013.01.13 | 中山   | 3歳未勝利        |          | 芝2200m（良） | 16    | 2     | 4     | 019.10（7人）   | 13着 | R2:16.7（37.8）   | -1.4 | 0大野拓弥       | 56        | シャイニーリーヴァ     | 458         |
| 0000.03.23 | 中山   | 3歳未勝利        |          | 芝1600m（良） | 16    | 1     | 1     | 023.70（7人）   | 02着 | R1:35.5（35.3）   | -0.2 | 0柴田大知       | 56        | ダイワブレイディ       | 458         |
| 0000.04.14 | 中山   | 3歳未勝利        |          | 芝1600m（良） | 16    | 1     | 2     | 003.00（1人）   | 01着 | R1:36.5（34.5）   | -0.1 | 0柴田大知       | 56        | （ブライトチェリー）   | 458         |
| 0000.05.04 | 東京   | 3歳500万下       |          | 芝1600m（良） | 10    | 1     | 1     | 017.80（6人）   | 07着 | R1:35.0（33.9）   | -0.4 | 0柴田大知       | 56        | ケイアイチョウサン     | 460         |
| 0000.05.19 | 東京   | 3歳500万下       |          | 芝1600m（良） | 16    | 3     | 6     | 005.80（3人）   | 05着 | R1:34.5（34.6）   | -1.0 | 0C.ウィリアムズ | 56        | ベステゲシェンク       | 456         |
| 0000.09.29 | 中山   | 3歳上500万下     |          | 芝1600m（良） | 16    | 5     | 9     | 004.00（2人）   | 07着 | R1:35.0（36.1）   | -0.8 | 0柴田大知       | 55        | エデンロック           | 462         |
| 0000.10.20 | 東京   | 3歳上500万下     |          | 芝1600m（不） | 17    | 4     | 7     | 016.20（7人）   | 13着 | R1:39.2（37.2）   | -1.6 | 0柴田大知       | 55        | レッドセシリア         | 468         |
| 0000.11.24 | 東京   | 3歳上500万下     |          | 芝2400m（良） | 17    | 6     | 11    | 047.6（12人）   | 07着 | R2:26.3（35.4）   | -0.4 | 0柴田大知       | 55        | ローレルラスター       | 466         |
| 0000.12.14 | 中山   | 3歳上1000万下    |          | 芝1600m（良） | 14    | 2     | 2     | 031.90（9人）   | 07着 | R1:35.6（34.5）   | -0.3 | 0石橋脩         | 56        | ミナレット             | 474         |
| 2014.02.17 | 東京   | 4歳上500万下     |          | 芝1800m（不） | 14    | 7     | 11    | 016.30（9人）   | 02着 | R1:47.9（34.6）   | -0.0 | 0柴田大知       | 56        | レッドルーファス       | 478         |
| 0000.03.09 | 中山   | 4歳上500万下     |          | 芝2000m（良） | 15    | 8     | 15    | 007.00（3人）   | 01着 | R2:01.1（35.3）   | -0.7 | 0柴田大知       | 57        | （ブライトボーイ）     | 480         |
| 0000.04.20 | 中山   | 鹿野山特別       | 1000万下 | 芝2000m（良） | 14    | 7     | 12    | 002.10（1人）   | 01着 | R2:00.3（35.4）   | -0.9 | 0柴田大知       | 55        | （マグメル）           | 472         |
| 0000.06.01 | 東京   | むらさき賞       | 1600万下 | 芝1800m（良） | 16    | 8     | 15    | 002.50（1人）   | 02着 | R1:45.3（35.0）   | -0.1 | 0柴田大知       | 55        | レッドルーファス       | 468         |
| 0000.07.12 | 福島   | 松島特別         | 1000万下 | 芝2000m（良） | 8     | 4     | 4     | 001.60（1人）   | 01着 | R1:59.6（34.6）   | -0.2 | 0柴田大知       | 57        | （ガチバトル）         | 470         |
| 0000.12.14 | 中山   | 美浦S            | 1600万下 | 芝1800m（良） | 14    | 1     | 1     | 002.00（1人）   | 01着 | R1:47.3（36.6）   | -0.2 | 0戸崎圭太       | 56        | （シベリアンスパーブ） | 484         |
| 2015.01.04 | 中山   | 中山金杯         | GIII     | 芝2000m（良） | 17    | 1     | 1     | 005.20（2人）   | 15着 | R1:59.5（36.5）   | -1.7 | 0柴田大知       | 55        | ラブリーデイ           | 484         |
| 0000.02.22 | 小倉   | 小倉大賞典       | GIII     | 芝1800m（重） | 16    | 7     | 13    | 014.80（7人）   | 05着 | R1:49.0（37.5）   | -0.7 | 0柴田大知       | 55        | カレンブラックヒル     | 474         |
| 0000.03.14 | 中京   | 中日新聞杯       | GIII     | 芝2000m（良） | 18    | 2     | 4     | 013.30（6人）   | 03着 | R2:01.5（36.3）   | -0.3 | 0柴田大知       | 55        | ディサイファ           | 470         |
| 0000.04.12 | 福島   | 福島民報杯       | OP       | 芝2000m（良） | 15    | 2     | 3     | 002.90（1人）   | 09着 | R2:00.0（36.9）   | -0.9 | 0柴田大知       | 56        | マイネルフロスト       | 476         |
| 0000.05.23 | 東京   | モンゴル大統領賞 | OP       | 芝1800m（良） | 17    | 6     | 11    | 009.00（5人）   | 04着 | R1:45.0（34.6）   | -0.3 | 0柴田大知       | 55        | サトノアラジン         | 478         |
| 0000.07.05 | 函館   | 巴賞             | OP       | 芝1800m（良） | 8     | 1     | 1     | 003.20（2人）   | 01着 | R1:46.5（35.5）   | -0.4 | 0丹内祐次       | 56        | （レッドレイヴン）     | 476         |
| 0000.07.19 | 函館   | 函館記念         | GIII     | 芝2000m（良） | 16    | 8     | 16    | 005.80（2人）   | 08着 | R2:00.6（38.3）   | -1.5 | 0丹内祐次       | 56        | ダービーフィズ         | 478         |
| 0000.09.06 | 新潟   | 新潟記念         | GIII     | 芝2000m（稍） | 18    | 3     | 6     | 016.20（9人）   | 02着 | R1:58.2（34.6）   | -0.0 | 0柴田大知       | 56        | パッションダンス       | 486         |
| 0000.09.27 | 中山   | オールカマー     | GII      | 芝2200m（良） | 15    | 3     | 5     | 011.10（5人）   | 11着 | R2:13.4（36.4）   | -1.5 | 0柴田大知       | 56        | ショウナンパンドラ     | 486         |
| 0000.11.15 | 福島   | 福島記念         | GIII     | 芝2000m（重） | 16    | 1     | 2     | 006.10（3人）   | 05着 | R2:03.0（38.0）   | -0.5 | 0柴田大知       | 56        | ヤマカツエース         | 482         |
| 0000.12.12 | 阪神   | チャレンジC      | GIII     | 芝1800m（良） | 18    | 2     | 3     | 013.10（6人）   | 08着 | R1:47.1（36.0）   | -1.0 | 0柴田大知       | 56        | フルーキー             | 480         |
| 2016.04.10 | 福島   | 福島民報杯       | OP       | 芝2000m（良） | 16    | 5     | 10    | 011.40（5人）   | 06着 | R1:59.6（36.8）   | -0.7 | 0丹内祐次       | 58        | シャイニープリンス     | 478         |
| 0000.05.08 | 新潟   | 新潟大賞典       | GIII     | 芝2000m（良） | 16    | 3     | 6     | 016.10（9人）   | 05着 | R1:58.5（35.5）   | -0.7 | 0丹内祐次       | 56        | パッションダンス       | 488         |
| 0000.06.12 | 東京   | エプソムC        | GIII     | 芝1800m（良） | 18    | 7     | 13    | 016.50（6人）   | 03着 | R1:46.6（34.3）   | -0.4 | 0柴田大知       | 56        | ルージュバック         | 494         |
| 0000.07.17 | 函館   | 函館記念         | GIII     | 芝2000m（稍） | 16    | 3     | 6     | 007.40（3人）   | 01着 | R1:59.0（35.5）   | -0.3 | 0丹内祐次       | 56        | （ケイティープライド） | 486         |
| 0000.09.04 | 新潟   | 新潟記念         | GIII     | 芝2000m（良） | 18    | 5     | 10    | 008.50（5人）   | 08着 | R1:57.9（34.1）   | -0.4 | 0柴田大知       | 57.5      | アデイインザライフ     | 486         |
| 0000.10.09 | 東京   | 毎日王冠         | GII      | 芝1800m（稍） | 12    | 5     | 6     | 020.20（7人）   | 11着 | R1:47.9（35.8）   | -1.3 | 0丹内祐次       | 56        | ルージュバック         | 480         |
| 2017.02.26 | 中山   | 中山記念         | GII      | 芝1800m（良） | 11    | 2     | 2     | 063.40（9人）   | 09着 | R1:48.6（35.6）   | -1.0 | 0柴田大知       | 56        | ネオリアリズム         | 486         |
| 0000.04.16 | 福島   | 福島民報杯       | OP       | 芝2000m（良） | 16    | 8     | 15    | 013.20（7人）   | 01着 | R1:58.5（35.8）   | -0.1 | 0丹内祐次       | 57.5      | （フェルメッツァ）     | 484         |
| 0000.06.11 | 東京   | エプソムC        | GIII     | 芝1800m（良） | 18    | 1     | 1     | 024.80（8人）   | 07着 | R1:46.3（34.8）   | -0.4 | 0丹内祐次       | 58        | ダッシングブレイズ     | 490         |
| 0000.07.16 | 函館   | 函館記念         | GIII     | 芝2000m（重） | 16    | 4     | 7     | 006.90（4人）   | 11着 | R2:02.3（37.2）   | -1.1 | 0丹内祐次       | 58        | ルミナスウォリアー     | 490         |
| 0000.08.20 | 札幌   | 札幌記念         | GII      | 芝2000m（良） | 13    | 8     | 12    | 030.80（8人）   | 13着 | R2:01.8（37.0）   | -1.4 | 0丹内祐次       | 57        | サクラアンプルール     | 480         |
| 0000.09.24 | 中山   | オールカマー     | GII      | 芝2200m（良） | 17    | 5     | 10    | 040.4（10人）   | 04着 | R2:14.0（35.0）   | -0.2 | 0柴田大知       | 56        | ルージュバック         | 494         |
| 0000.11.12 | 福島   | 福島記念         | GIII     | 芝2000m（良） | 15    | 5     | 10    | 016.10（7人）   | 10着 | R2:00.8（36.2）   | -0.6 | 0丹内祐次       | 58        | ウインブライト         | 486         |
| 0000.12.02 | 阪神   | チャレンジC      | GIII     | 芝2000m（良） | 12    | 7     | 9     | 011.00（6人）   | 06着 | R1:59.6（36.2）   | -1.0 | 0丹内祐次       | 56        | サトノクロニクル       | 488         |
| 2018.01.06 | 中山   | 中山金杯         | GIII     | 芝2000m（良） | 17    | 7     | 14    | 051.2（12人）   | 11着 | R2:00.4（35.9）   | -0.6 | 0柴田大知       | 57        | セダブリランテス       | 500         |
| 0000.01.21 | 中山   | AJCC             | GII      | 芝2200m（良） | 11    | 7     | 9     | 077.70（8人）   | 03着 | R2:13.7（36.4）   | -0.4 | 0柴田大知       | 56        | ダンビュライト         | 498         |
| 0000.06.10 | 東京   | エプソムC        | GIII     | 芝1800m（重） | 16    | 6     | 12    | 058.1（14人）   | 11着 | R1:49.2（37.5）   | -1.8 | 0丹内祐次       | 58        | サトノアーサー         | 492         |
| 0000.07.08 | 福島   | 七夕賞           | GIII     | 芝2000m（良） | 12    | 8     | 11    | 011.10（8人）   | 09着 | R2:02.8（40.6）   | -2.0 | 0田辺裕信       | 57        | メドウラーク           | 488         |
| 0000.09.02 | 新潟   | 新潟記念         | GIII     | 芝2000m（良） | 13    | 5     | 7     | 087.0（12人）   | 13着 | R2:00.2（37.3）   | -2.7 | 0津村明秀       | 56        | ブラストワンピース     | 488         |
| 0000.09.23 | 中山   | オールカマー     | GII      | 芝2200m（良） | 12    | 4     | 4     | 130.7（10人）   | 12着 | R2:13.7（37.8）   | -2.5 | 0丹内祐次       | 56        | レイデオロ             | 490         |
| 0000.11.11 | 福島   | 福島記念         | GIII     | 芝2000m（良） | 16    | 4     | 8     | 158.7（15人）   | 10着 | R1:59.4（35.7）   | -1.1 | 0木幡巧也       | 56        | スティッフェリオ       | 484         |
| 0000.12.01 | 中山   | ステイヤーズS    | GII      | 芝3600m（良） | 13    | 6     | 10    | 044.2（10人）   | 09着 | R3:46.8（36.4）   | -1.6 | 0柴田大知       | 56        | リッジマン             | 492         |
| 2019.01.20 | 中山   | AJCC             | GII      | 芝2200m（良） | 11    | 3     | 3     | 356.1（10人）   | 09着 | R2:14.9（35.3）   | -1.2 | 0柴田大知       | 56        | シャケトラ             | 490         |

## 血統表
| マイネルミラノの血統          | マイネルミラノの血統                                 | マイネルミラノの血統                      | （血統表の出典）                          | （血統表の出典）  |
| 父 ステイゴールド 1994 黒鹿毛 | 父の父*サンデーサイレンス Sunday Silence 1986 青鹿毛 | Halo                                      | Hail to Reason                            | Hail to Reason    |
| 父 ステイゴールド 1994 黒鹿毛 | 父の父*サンデーサイレンス Sunday Silence 1986 青鹿毛 | Halo                                      | Cosmah                                    |                   |
| 父 ステイゴールド 1994 黒鹿毛 | 父の父*サンデーサイレンス Sunday Silence 1986 青鹿毛 | Wishing Well                              | Understanding                             | Understanding     |
| 父 ステイゴールド 1994 黒鹿毛 | 父の父*サンデーサイレンス Sunday Silence 1986 青鹿毛 | Wishing Well                              | Mountain Fiower                           |                   |
| 父 ステイゴールド 1994 黒鹿毛 | 父の母ゴールデンサッシュ 1988 栗毛                   | *ディクタス                               | Sanctus                                   | Sanctus           |
| 父 ステイゴールド 1994 黒鹿毛 | 父の母ゴールデンサッシュ 1988 栗毛                   | *ディクタス                               | Dronic                                    |                   |
| 父 ステイゴールド 1994 黒鹿毛 | 父の母ゴールデンサッシュ 1988 栗毛                   | ダイナサッシュ                            | *ノーザンテースト                         | *ノーザンテースト |
| 父 ステイゴールド 1994 黒鹿毛 | 父の母ゴールデンサッシュ 1988 栗毛                   | ダイナサッシュ                            | *ロイヤルサッシュ                         |                   |
| 母 パールパーリー 1996 栗毛   | 母の父Polish Precedent 1986 鹿毛                     | Danzig                                    | Northern Dancer                           | Northern Dancer   |
| 母 パールパーリー 1996 栗毛   | 母の父Polish Precedent 1986 鹿毛                     | Danzig                                    | Pas de Nom                                |                   |
| 母 パールパーリー 1996 栗毛   | 母の父Polish Precedent 1986 鹿毛                     | Past Example                              | Buckpasser                                | Buckpasser        |
| 母 パールパーリー 1996 栗毛   | 母の父Polish Precedent 1986 鹿毛                     | Past Example                              | Bold Example                              |                   |
| 母 パールパーリー 1996 栗毛   | 母の母Pearl Kite 1991 鹿毛                           | Silver Hawk                               | Roberto                                   | Roberto           |
| 母 パールパーリー 1996 栗毛   | 母の母Pearl Kite 1991 鹿毛                           | Silver Hawk                               | Gris Vitesse                              |                   |
| 母 パールパーリー 1996 栗毛   | 母の母Pearl Kite 1991 鹿毛                           | Spur Wing                                 | Storm Bird                                | Storm Bird        |
| 母 パールパーリー 1996 栗毛   | 母の母Pearl Kite 1991 鹿毛                           | Spur Wing                                 | Equal Change                              |                   |
| 母系(F-No.)                   | (FN:4-c)                                             | (FN:4-c)                                  | (FN:4-c)                                  | [ § 2 ]           |
| 5代内の近親交配               | Hail to Reason 4×5、Northern Dancer 5×4×5            | Hail to Reason 4×5、Northern Dancer 5×4×5 | Hail to Reason 4×5、Northern Dancer 5×4×5 | [ § 3 ]           |
| 出典                          | 1. 2. 3.                                             | 1. 2. 3.                                  | 1. 2. 3.                                  | 1. 2. 3.          |